# 欧州消費者機構
欧州消費者機構（おうしゅうしょうひしゃきこう、英語：en:European Consumer Organisation)は、ブリュッセルを拠点とし、欧州31ヵ国にある44の消費者団体を統括する団体である。